# Dorfkirche Arnim

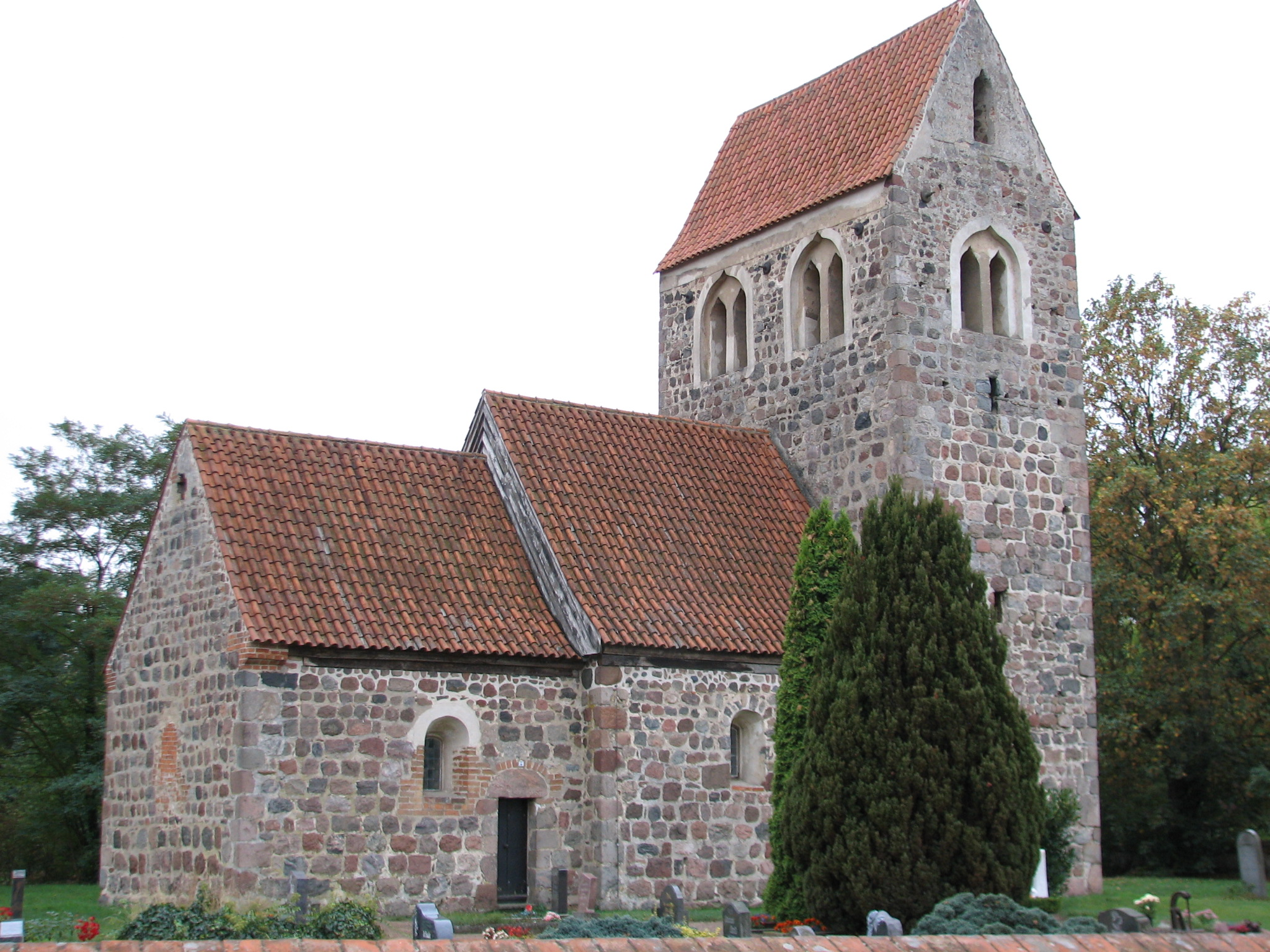
Dorfkirche Arnim

Die evangelische Dorfkirche Arnim ist eine romanische Saalkirche im Ortsteil Arnim von Stendal im Landkreis Stendal in Sachsen-Anhalt. Sie gehört zur Kirchengemeinde St. Jacobi (Stendal) im Kirchenkreis Stendal der Evangelischen Kirche in Mitteldeutschland. 

## Geschichte und Architektur
Die Filialkirche Arnim gehörte bis 1746 und von 1950 bis 1999 zur Pfarrei (Kirchspiel) Staffelde sowie von 1761 bis 1950 und ab 1999 zur Pfarrei (Kirchspiel) Hämerten.
Die Kirche ist eine romanische Saalkirche aus Feldstein mit eingezogenem quadratischem Chor und Westquerturm, vermutlich vom Ende des 12. Jahrhunderts, die 1714 und 1904 umgebaut wurde. Die rundbogigen Fensteröffnungen an Chor und Schiff sind in der ursprünglichen Form erhalten und wurden nur an der südlichen Chorwand barock vergrößert; das östliche Chorfenster wurde zugemauert. Am Turm sind gekuppelte Schallöffnungen angeordnet, die Kielbogenblenden stammen vermutlich vom Ende des 19. Jahrhunderts. Das Innere von Schiff und Chor ist kreuzgewölbt, der Turmraum tonnengewölbt. Der Turmraum wurde einst als Familiengruft der Familie von Woldeck genutzt und wurde erst beim Umbau im Jahr 1904 mit dem Schiff verbunden. Darüber befindet sich ein weiterer Raum mit einem teilweise eingestürzten Tonnengewölbe aus Backstein, der ähnlich wie in der Gutskirche Welle nur über eine Außentreppe zugänglich war. Dieser Hocheingang ist von Westen her zugänglich, was sonst nur sehr selten vorkommt.

## Ausstattung
Eine alte Altarmensa mit einer Platte und Sepulcrum trägt eine spätere Inschrift, die sich auf eine Erneuerung von 1714 bezieht. In der Nordostecke des Chores ist eine Sakramentsnische mit schmiedeeiserner Tür eingelassen.
Der Altaraufsatz mit gewundenen Säulen und geschnitztem Rankenwerk wurde vermutlich 1714 geschaffen und zeigt in der Mitte ein Gemälde mit einer Darstellung des Jesuskinds vor arkadischer Landschaft aus dem Jahr 1904. Das ursprüngliche Altarbild mit einer schlichten Abendmahlsdarstellung ist jetzt seitlich im Chor angebracht. Die schlichte Holzkanzel ist mit Gemälden der vier Evangelisten am Korb versehen und stammt vermutlich aus dem 18. Jahrhundert. Ein Bronze-Epitaph erinnert an Carl Otto Wilhelm Gustav Woldeck von Arnim (1802–1843).
Eine Taufschale aus Zinn stammt aus dem Jahr 1782. Eine Kirchenglocke aus dem 16. Jahrhundert ist schlank geformt. Sie hat einen Durchmesser von 90 cm, trägt keine Inschrift und hat am Hals zwei Linien.